# Levan Gelbakhiani
Levan Gelbakhiani (en géorgien : ლევან გელბახიანი), né le 30 décembre 1997 à Tchiatoura, est un acteur et danseur géorgien. 
Il est connu pour son rôle de Merab dans le film dramatique Et puis nous danserons,.

## Filmographie

### Cinéma
- 2019 : Et puis nous danserons : Mérab

## Récompenses et distinctions
| Année | Prix                                             | Catégorie                              | Œuvre nommée           | Résultat   |
| ----- | ------------------------------------------------ | -------------------------------------- | ---------------------- | ---------- |
| 2019  | Prix du cinéma européen                          | Meilleur acteur                        | Et puis nous danserons | Nomination |
| 2019  | Listapad                                         | Meilleur acteur                        | Et puis nous danserons | Lauréat    |
| 2019  | Prix de la critique de cinéma du Nouveau-Mexique | Meilleur acteur                        | Et puis nous danserons | Lauréat    |
| 2019  | Festival international du film d'Odessa          | Meilleur acteur                        | Et puis nous danserons | Lauréat    |
| 2019  | Festival de cinéma de Sarajevo                   | Meilleur acteur                        | Et puis nous danserons | Lauréat    |
| 2019  | Festival international du film de Valladolid     | Meilleur acteur                        | Et puis nous danserons | Lauréat    |
| 2020  | Shooting Stars de la Berlinale                   |                                        | Et puis nous danserons | Lauréat    |
| 2020  | Prix Guldbagge                                   | Meilleur acteur dans un rôle principal | Et puis nous danserons | Lauréat    |

- (en) Levan Gelbakhiani: Awards, sur l'Internet Movie Database